# Карашова
Карашова (рум. Carașova) — село у повіті Караш-Северін в Румунії. Адміністративний центр комуни Карашова.
Село розташоване на відстані 344 км на захід від Бухареста, 11 км на південь від Решиці, 79 км на південний схід від Тімішоари.

## Населення
За даними перепису населення 2002 року у селі проживали 2437 осіб.
Національний склад населення села:
| Національність | Кількість осіб | Відсоток |
| -------------- | -------------- | -------- |
| хорвати        | 1965           | 80,6%    |
| цигани         | 146            | 6,0%     |
| румуни         | 118            | 4,8%     |
| німці          | 16             | 0,7%     |
| серби          | 16             | 0,7%     |
| угорці         | 12             | 0,5%     |

Рідною мовою назвали:
| Мова       | Кількість осіб | Відсоток |
| ---------- | -------------- | -------- |
| хорватська | 1896           | 77,8%    |
| циганська  | 145            | 5,9%     |
| румунська  | 138            | 5,7%     |
| німецька   | 15             | 0,6%     |
| сербська   | 11             | 0,5%     |
| угорська   | 7              | 0,3%     |